# Brett Helms
Pour les articles homonymes, voir Helms.
(en) Statistiques sur statscrew
Charles Brett Helms, né le 16 avril 1986 à Pine Bluff (États-Unis), est un joueur américain de football américain. Il joue actuellement avec les Destroyers de Virginie.

## Carrière

### Université
Il entre à l'université d'État de Louisiane où il joue comme centre avec l'équipe de football américain des Tigers.

### Professionnel
Brett Helms n'est sélectionné par aucune équipe lors du draft de la NFL de 2009. Il signe peu de temps après avec les Texans de Houston mais n'est pas retenu dans l'équipe active pour la saison 2009 et joue deux saisons dans l'équipe d'entraînement des Texans.
Il signe, après son départ de Houston, avec les Destroyers de Virginie avec qui il remporte le championnat UFL 2011.

## Palmarès
- Champion UFL 2011